# Réseau de Transport d'Électricité
Réseau de Transport d'Électricité (förkortat RTE) är det företag som har hand om stamnätet i Frankrike. De hanterar närmare 100 000 km luftburna ledningar och 7 000 km nedgrävda ledningar. Stamnätet använder spänningar på 63 000 till 400 000 volt. Stamnätet knyts samman med motsvarande nät i andra länder på 37 platser. Företaget har omkring 10 000 anställda.